# Manoir de Parsonge
Le manoir de Parsonge est une ancienne maison forte, situé au nord est de la commune de Dardilly, dans la métropole de Lyon. Le manoir proprement dit, la grange, l'ancienne cuisine des ouvriers, la remise et le lavoir font l’objet d’une inscription au titre des monuments historiques depuis le 19 novembre 1991.

## Historique
En 1493, il est décrit dans un texte comme: une belle maison haulte et basse tenelles et truel, court, grange, jardin et pré joignat ensemble contenant ledit pré abiévé d'une fontayne qui est au-dessus dudit pré,.
Il est au XVIe siècle dans les mains de la famille de Villars. Nous savons d'eux que François ( - 1582) épouse Françoise Gayan et que Balthazar (1557 - 1629), fils et héritier des précédents, seigneur de Laval et du Bosquet, prévôt des marchands de Lyon, hérite de Parsonge; il épouse Louise de Langes dont il aura trois filles.
Le manoir appartient de nos jours à la commune de Dardilly.

## Armoiries
Villars: d'azur, au chef cousu de gueules, chargé d'un lion léopardé d'argent

## Architecture
Le corps de logis principal se compose, au rez-de-chaussée, d'une rangée d'arcades qui soutiennent deux étages de galeries ornées de colonnes à chapiteaux cubiques. Il est flanqué d'une tour d'escalier carrée. Au-dessus du portail principal se trouve un écusson et l'inscription "A PARSONGE".
Le premier étage renferme une chapelle, aujourd'hui désaffectée.
L'ensemble et complété par des bâtiments agricoles et par une fontaine près de laquelle a été gravé le blason de la famille de Villars dont on distingue encore bien le lion.

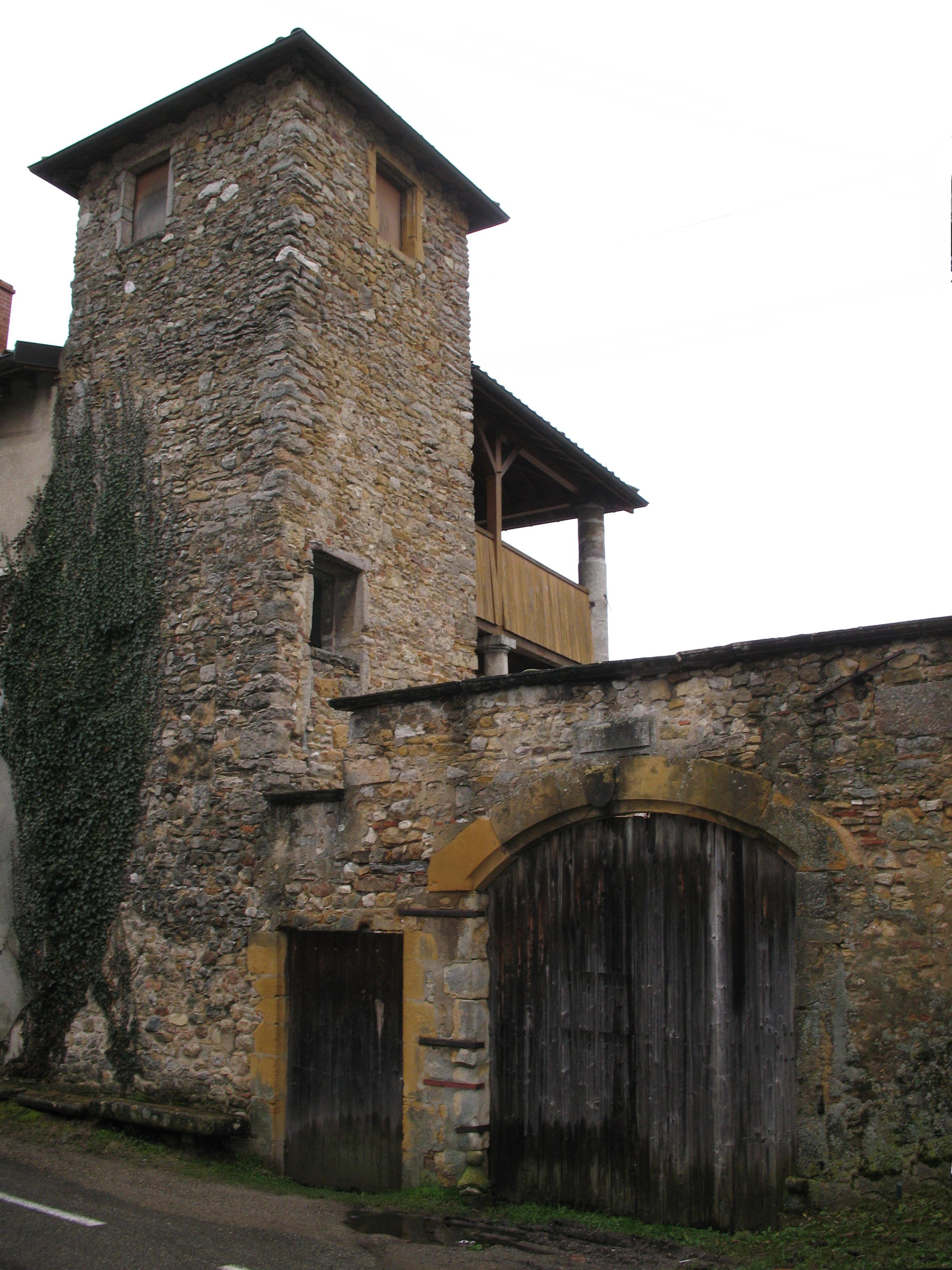
Tour d'escalier
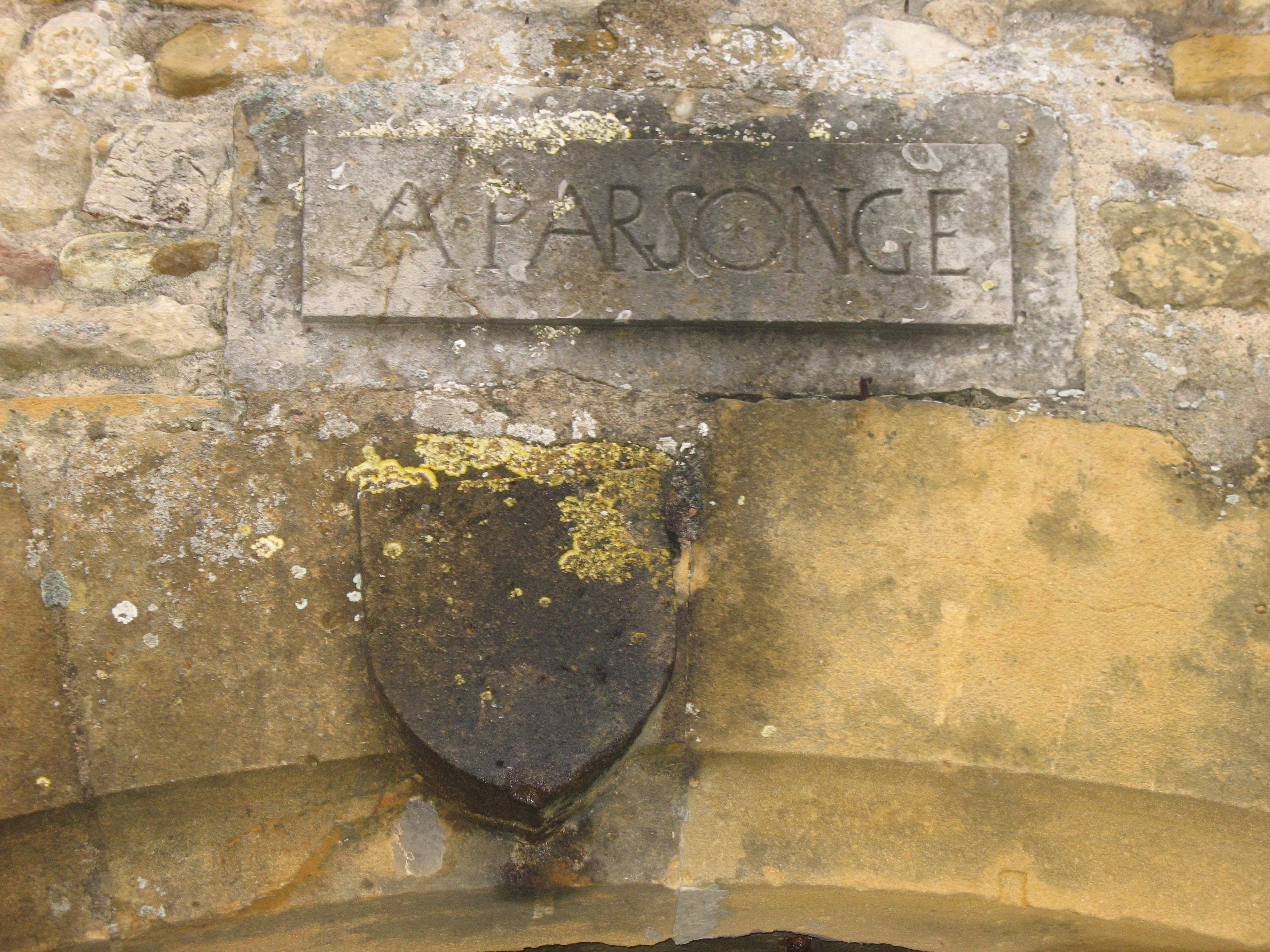
Détail au-dessus du portail
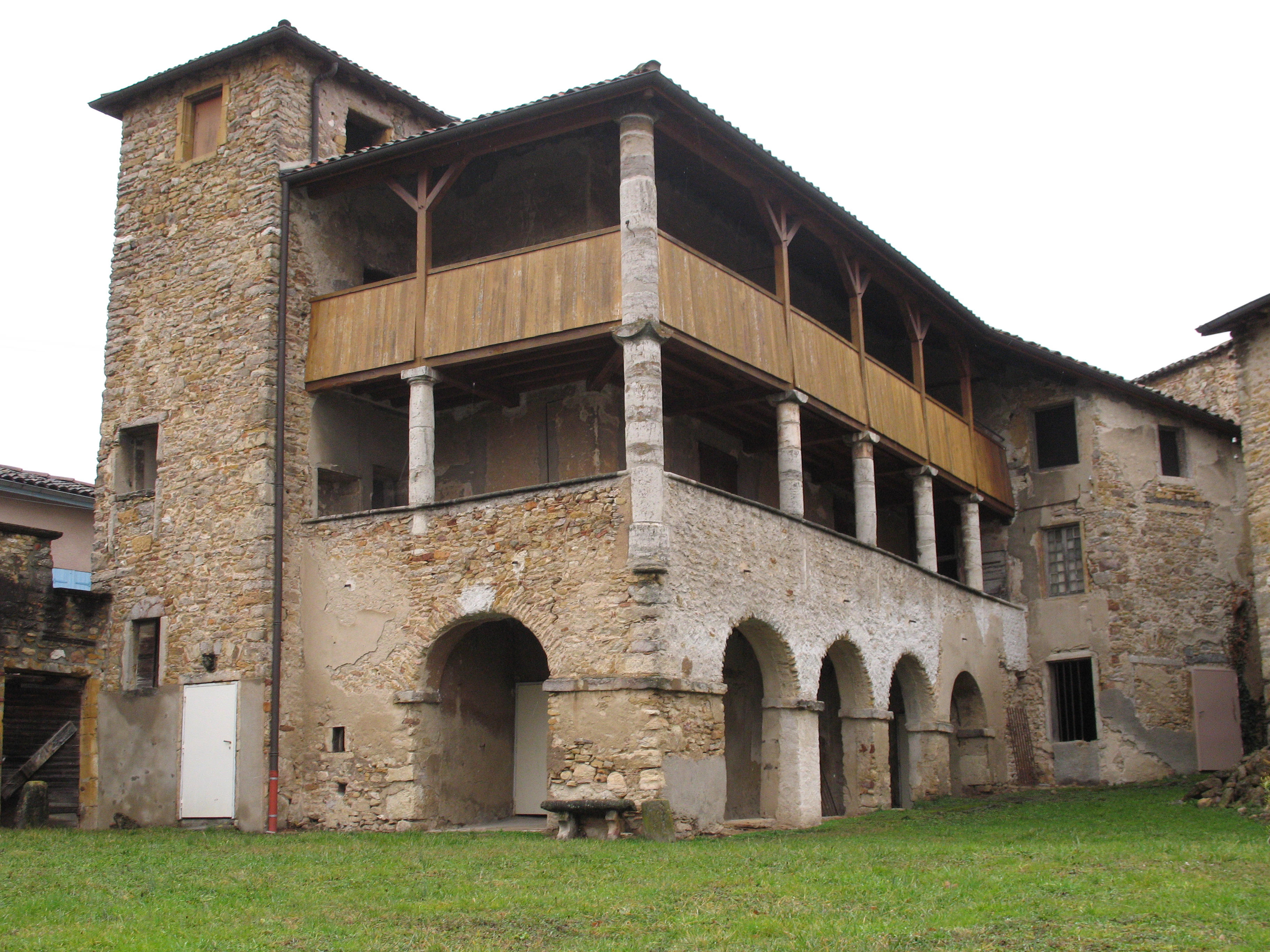
Arcades et galeries